# Patristika
Patristika (z řeckého πατήρ, otec) je studium křesťanské literatury a myšlení v období od 1. do 7. století. Na rozdíl od patrologie, teologické disciplíny, jež se zabývá jen teologicky významnou literaturou, studuje patristika všechny dokumenty tohoto období. Lze ji pokládat za součást literární historie, teologie, klasické filologie i filosofie.
Křesťanství, které se zpočátku vůči filosofii stavělo odmítavě, se v této době šířilo do celého Středomoří a střetávalo se zde s vyspělou řeckou a latinskou kulturou i myšlením. Velmi brzy cítilo potřebu vyrovnávat se s ní nejprve polemicky (apologeti), později i v jisté součinnosti. Řecká a latinská filosofie mu pak poskytovala i pojmy, v nichž se v průběhu této doby formulovalo a zpřesňovalo křesťanské učení čili dogmatika. Po pádu západní římské říše se pak křesťanská literatura stala hlavním dědicem a nositelem antického dědictví.

## Přehled a rozdělení

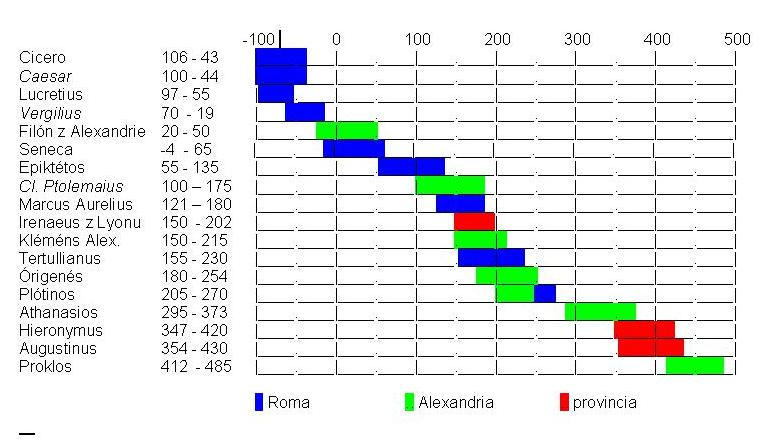
Chronologie helénistické filosofie

Patristická literatura zhruba šesti století se obvykle dělí na
1. novozákonní apokryfy,
2. rané období tzv. Apoštolských Otců,
3. období apologetů,
4. ranou patristiku 3. století, řeckou a latinskou,
5. vrcholnou patristiku řeckou a latinskou a
6. pozdní patristiku.

### Novozákonní apokryfy
Sem patří početné spisy z 2. až 5. století, které se názvy i formou podobají spisům Nového zákona, které však už raná křesťanská církev při tvorbě kánonu odmítla. Proto se zachovaly často jen ve zlomcích a v různých překladech, řada z nich byla objevena teprve v 19. století. Právě z těchto spisů však patrně čerpal své informace o Ježíšovi, o Marii a křesťanství Korán.
Četné překlady svědčí o tom, že byly ve své době populární; často vycházejí vstříc zvědavé touze dozvědět se víc o Ježíši Kristu (zejména o jeho dětství), o jeho matce Marii, o osudech apoštolů a první církve. Některé se vyznačují množstvím zázraků, v jiných jsou patrné gnostické tendence.
Vědecky spolehlivý rozsáhlý výbor novozákonních apokryfů vyšel česky v nakladatelství Vyšehrad.

### Apoštolští Otcové
Názvem Apoštolští Otcové se od 17. století označuje soubor patnácti kratších, zčásti anonymních řeckých spisů, které vznikly zhruba v průběhu 2. století, tedy současně s pozdějšími spisy Nového zákona, a blíží se jim i formou, takže některé z nich se objevují v nejstarších zachovaných rukopisech jako jeho součást.
Mezi spisy Apoštolských Otců patří:
- Učení dvanácti apoštolů (Didaché),
- List Barnabášův,
- První a Druhý list Klementův,
- sedm kratších listů Ignatia z Antiochie,
- List Polykarpův a Umučení Polykarpovo,
- List Diognétovi a
- Pastýř Hermův.

Spisy mají velmi rozmanitý charakter a vznikly v celém východním Středomoří, od Alexandrie po Řím. Poskytují velmi zajímavé svědectví o počátcích křesťanství mimo Palestinu, o němž jinak – kromě listů apoštola Pavla a knihy Skutků – není známo téměř nic.

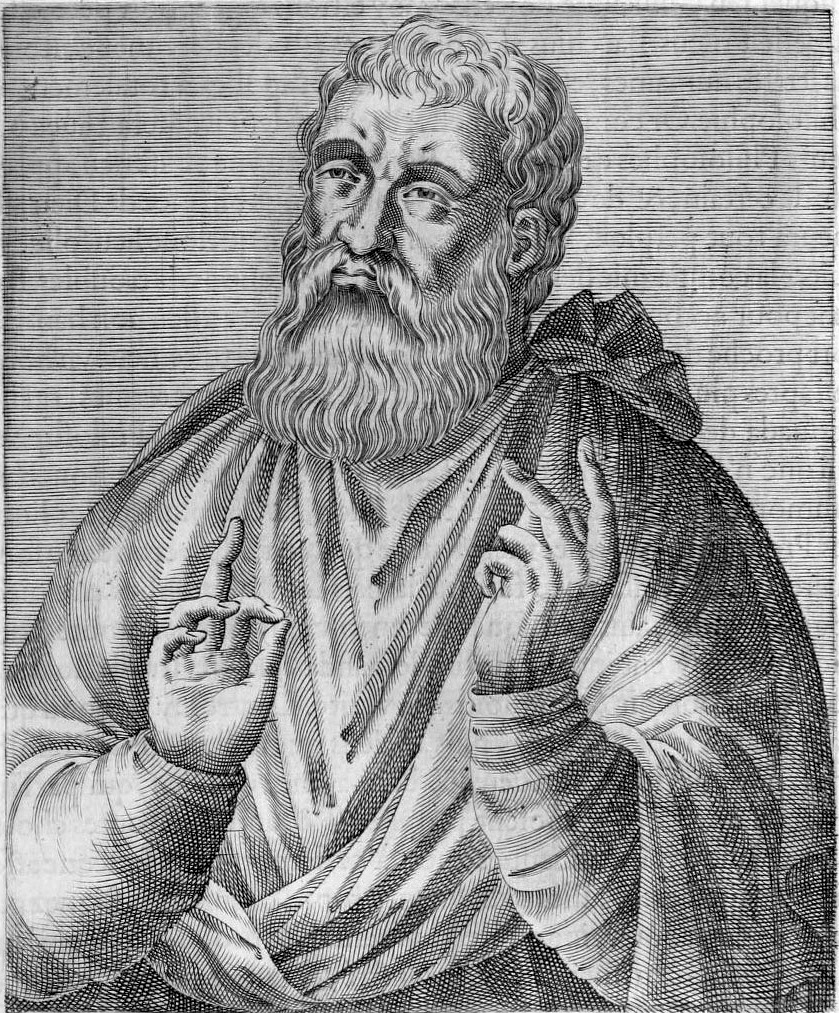
Justin Mučedník (Justin Martyr)

### Apologeti
Jak křesťanství pronikalo do středisek antické vzdělanosti, zejména do Alexandrie a do Říma, vyvolávalo polemické odezvy i pomluvy a už „List Diognétovi“ je vlastně literární obranou či apologií křesťanství. Další obrany křesťanství vyvracely hlavně pomluvy a často se obracely k římským císařům. Od poloviny 2. století se objevují i vnitrocírkevní polemiky proti herezím a heretikům, jež jsou nejdůležitějším pramenem pro studium např. gnóze. Nejvýznamnější mezi řecky píšícími apologety je
- Justin Mučedník (asi 100–165), vzdělaný platonik, který napsal dva apologetické spisy, adresované císaři Antoninu Piovi a římskému senátu a Dialog se židem Tryfonem.
- Dále sem patří Aristides, Tatianus, autor známého Diatessaron a Athénagorás.

Apologeti 3. století psali většinou latinsky a hájili křesťanství nejen proti státnímu kultu, ale také proti židovství a později i proti vznikajícím herezím. Nejvýznamnější je
- Tertullianus z Kartága (160–220), který přijal křesťanství v dospělém věku, byl velmi plodný autor, ostrý polemik a odpůrce jakýchkoli kompromisů, takže se s církví rozešel.
- Dále sem patří Minucius Felix, Cyprian z Kartága, Arnobius a další.

Na přechodu mezi apologetikou a vrcholnou patristikou stojí výrazný řecky píšící teolog Ireneus či Irenej z Lyonu (asi 140–200), známý jako odpůrce různých forem gnóze v rozsáhlém spise „Proti herezím“ (Adversus haereseos), a jeho žák Hippolyt Římský (asi 170–235), který vypracoval nauku o církevní tradici a římský liturgický kalendář.

### Alexandrijská škola
V kulturním středisku východní (řecké) oblasti vznikla už koncem 2. století první známá křesťanská škola, kterou založil kolem roku 180 Pantainos, ovlivněný platónismem a alexandrijskou tradicí. Nejvýznamnějšími žáky a učiteli této školy byli
- Kléméns Alexandrijský († před 215), první křesťanský učenec, který se pokusil o vytvoření uceleného systému křesťanské nauky, včetně pravidel pro běžný život a zásad křesťanské výchovy.
- Órigenés († 254), žák Klémentův a slavného novoplatónika Ammonia Sakkase, patrně největší křesťanský učenec starověku a zakladatel křesťanské exegeze. Pod Origenovým vedením vznikla Hexapla, první kritické vydání hebrejské bible (Starého zákona) v šesti sloupcích: originál, řecký přepis a čtyři různé řecké překlady. Origenés vytvořil také jednu z prvních dogmatik, napsal řadu homilií, komentářů a dalších spisů.
- Dionýsios Alexandrijský († 265), žák Origenův a autor řady polemických i dogmatických spisů.

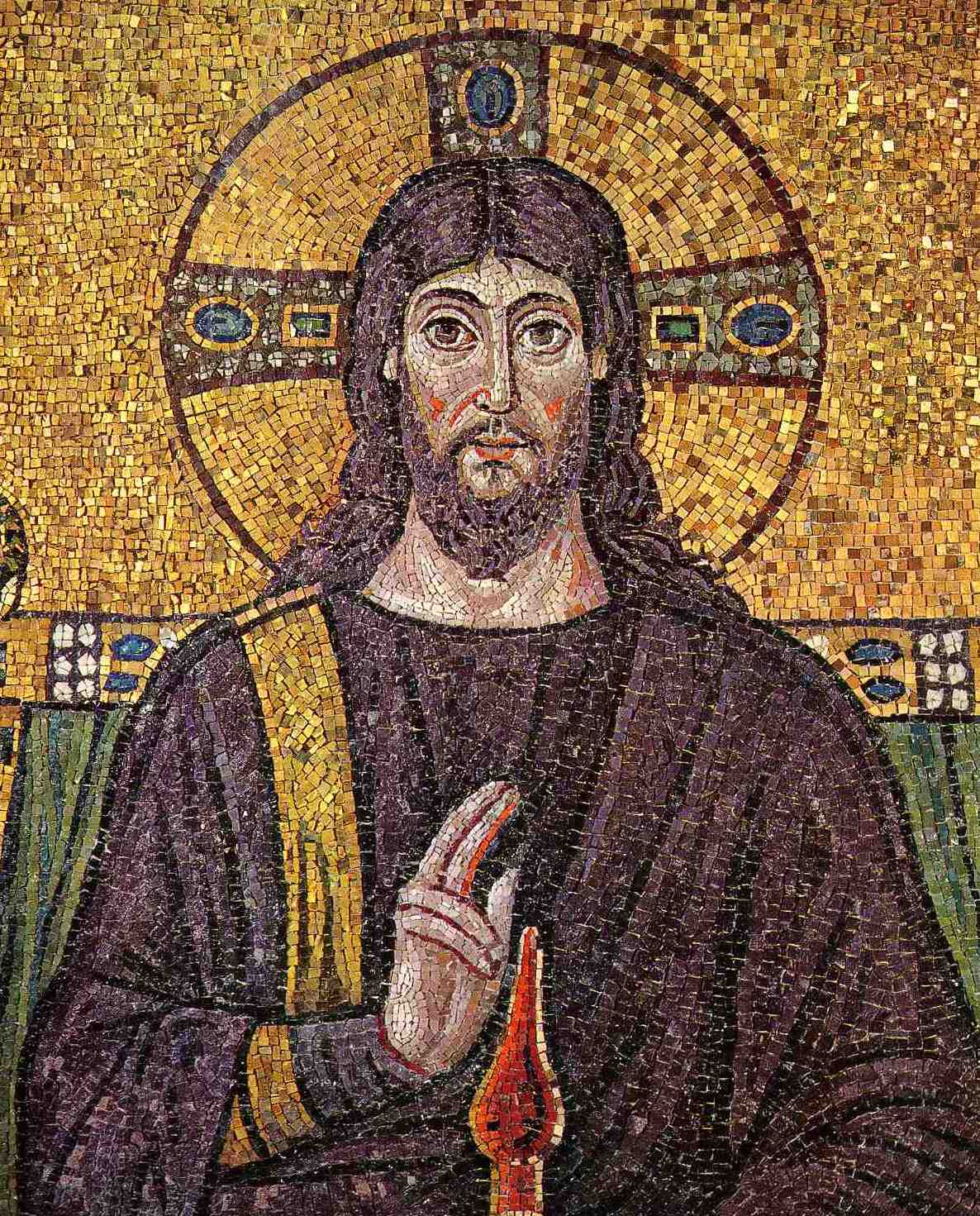
Ježíš Kristus (mozaika ze 6. stol., Ravenna

### Vrcholná patristika řecká
Po Konstantinově obratu (Edikt milánský, 313) vstoupilo křesťanství do veřejného a politického života a církev se pevněji organizovala a centralizovala. Po vytvoření biblického kánonu došlo na vytvoření společného a závazného vyznání víry na koncilu v Nikaji (325). Formulace, výklad a pak i obhajoba tohoto základního dokumentu, který všechny křesťanské církve dodnes užívají, a zejména učení o Trojici a božství Ježíše Krista bylo hlavním tématem křesťanské literatury tohoto období.
Dogmatické formulace měly v té době i bezprostřední politický význam. Většina vladařů až do raného středověku stranila arianismu, učení alexandrijského kněze Areia o zásadní podřízenosti Krista Bohu Otci, neboť z toho vyplývala i představa mocenské hierarchie vlád. Obhájci Nikajského vyznání tak byli často pod silným politickým tlakem, byli pronásledováni a museli odcházet do vyhnanství. Mezi jeho autory a první obhájce patřili
- Eusebios z Kaisareie († 339), biskup, teolog a historik církve,
- Hilarius z Poitiers († 367) a zejména
- Athanasius z Alexandrie († 373), hlavní autor učení o Trojici a bojovník proti arianismu, autor řady polemických spisů a Života svatého Antonína, který se stal vzorem nesmírně rozšířené a oblíbené hagiografické literatury.

Křesťanství však nebylo jednotné a i po Nicejském koncilu dále vznikaly rozličné proudy, které byly prohlašovány za heretické. Týkaly se zejména paradoxního dogmatu o Boží Trojici a o božství Kristově, neboť mnozí se nemohli smířit s představou, že Bůh je jeden ve třech osobách a že by Bůh mohl trpět. Mezi takové hereze patřil:
- Apollinarismus–tvrzení, že Kristus nebyl plně člověk,
- Nestorianismus–tvrzení, že v Kristu jsou nejen dvě podstaty, ale také dvě osoby, a Bůh se tedy v Kristu nestal člověkem a
- Monofyzitismus–tvrzení, že Kristus byl pouze Bohem.

K vrcholům řecké patristiky patří dále kapadocká škola (Kappadokie v dnešním Turecku) teologů, vzdělaných v athénské Akademii:
- Basileios z Kaisareie či Basil Veliký (330–379), mnich a autor basiliánské řehole, dodnes užívané ve východních církvích, od roku 370 biskup v Kaisarei;
- Řehoř z Nazianzu (329–390), slavný teolog a kazatel, od roku 380 patriarcha v Konstantinopoli a učitel sv. Jeronýma.
- Řehoř z Nyssy (335–394), bratr Basileiův a velmi originální myslitel, autor Života Mojžíšova a spisu O stvoření člověka.

K antiochijské škole (Antiochie v Sýrii) patřili
- Theodor z Mopsuestie († 428), mnich a biskup, významný exegeta, autor mnoha biblických komentářů.
- Jan Zlatoústý čili Chrysostomos (345–407), žák Theodorův a slavný kazatel, autor průběžných komentářů k biblickým knihám. Roku 397 se stal patriarchou v Konstantinopoli, dvorskými intrikami byl ale sesazen a strávil mnoho let ve vyhnanství při Černém moři. Odtud psal svým příznivcům útěšné spisy a stovky dopisů.

V Alexandrii působil Cyril Alexandrijský (asi 380–444), od roku 412 jako patriarcha, autor mnoha dogmatických i polemických spisů, kázání a dopisů. V jeho době došlo v Alexandrii k pogromům proti Židům i pohanům (vražda filosofky Hypatie 415).

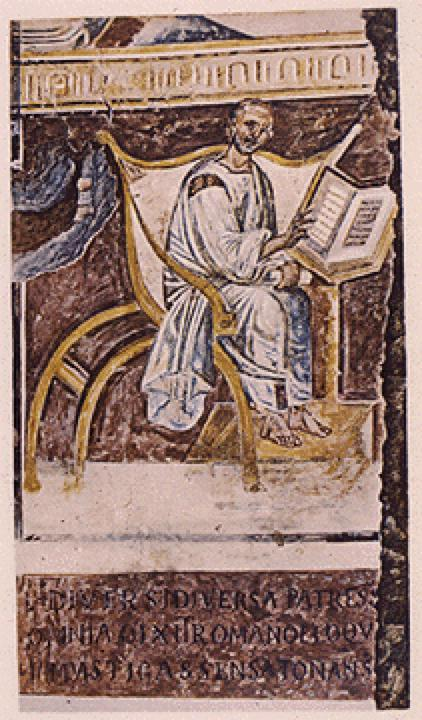
Svatý Augustin, nejvýznamnější představitel patristiky

### Vrcholná latinská patristika
- Ambrosius či Ambrož († 397), od roku 374 biskup v císařském sídelním městě Miláně, autor mnoha spisů dogmatických i exegetických a také první křesťanské etiky. Schopný a vlivný politik, učitel Augustinův, který však také podporoval pronásledování Židů.
- Svatý Jeroným (Hieronymus) (347–420), autor latinského překladu Bible (Vulgata), studoval v Římě, na Blízkém Východě i v Konstantinopoli u Gregoria z Nazianzu. Po konfliktech v Římě se usadil v Betlémě, kde překládal a psal biblické komentáře.
- Svatý Augustin v Severní Africe (354–430), žák Ambrožův a patrně nejvýznamnější antický teolog. Měl dobré vzdělání a napsal neobyčejně rozsáhlé dílo, které mělo v západním světě trvalý vliv na teology i filosofy. Nejznámější spisy jsou Vyznání, O obci Boží, O Trojici.
- Lev I. Veliký (asi 400–461), od roku 440 papež, který svou rozhodností a schopnostmi několikrát zabránil zničení Říma a v době politického rozvratu výrazně posílil autoritu římského papežství. Zachovala se téměř stovka jeho kázání a řada listů.

### Pozdní patristika
Období „stěhování národů“ a rozpadu západní říše nebylo příznivé literární činnosti. Z řecky píšících autorů jsou nejvýznamnější:
- Dionýsios Pseudo-Areopagita (konec 5. století), velmi vlivný autor čtyř mystických traktátů a 11 dopisů, který se sám místy stylizuje jako Dionýsios z Areopágu, žák sv. Pavla (Sk 17,34). Díky tomu se ve středověku těšil velké autoritě. Byl to patrně syrský mnich, ovlivněný novoplatónismem, zejména Plótinem († 270) a Proklem († 485), o němž však není jinak známo vůbec nic.
- Maxim Vyznavač či Maximus Confessor (580–662), císařský sekretář, později mnich a výrazný teolog. Psal proti monofysitismu a monotheletismu, hodně cestoval a zahynul se svými žáky ve vyhnanství.
- Jan z Damašku (asi 675–asi 749) ze vznešené křesťanské rodiny, po krátké politické kariéře odešel do kláštera u Jeruzaléma a věnoval se modlitbám a psaní. Mimořádně všestranný autor s velkým vzděláním.

Latinsky píšící autoři tohoto období tvoří už přechod ke středověké teologii, filosofii a scholastice:

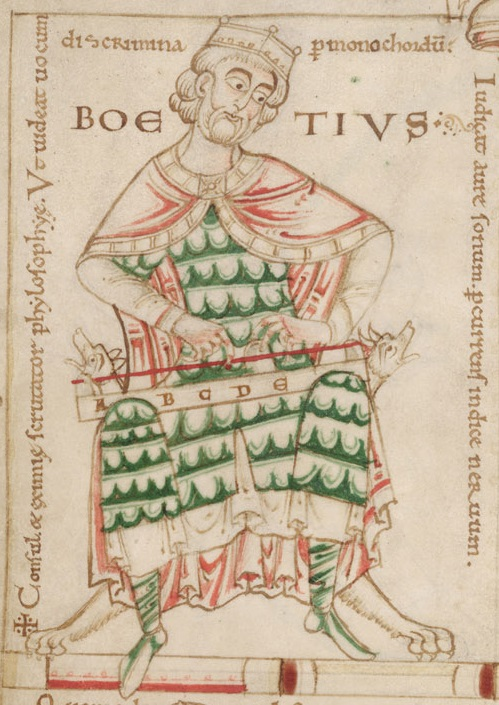
Boëthius (středověká kresba)

- Anicius Manlius Torquatus Severinus Boëthius (480–524) pocházel ze staré římské šlechty, studoval v Římě a v Alexandrii, byl vysokým úředníkem obnovené říše císaře Theodoricha, ten jej však pro podezření ze zrady nechal roku 524 popravit. Přeložil do latiny Aristotelovy logické spisy, napsal učebnice aritmetiky a hudby a výrazně ovlivnil počátky středověké filosofie i vědy. Napsal také řadu teologických spisů, o jejichž pravosti někteří pochybovali, a své nejznámější dílo Útěchu z filosofie, vycházející z novoplatónských pozic.
- Řehoř Veliký (540–604) také pocházel z římské šlechty, zastával vysoké úřady v Římě a v Konstantinopoli, roku 575 však vstoupil do kláštera. Od roku 579 do 585 byl papežským vyslancem v Konstantinopoli a po dalších pěti letech v klášteře se stal–přes svůj odpor–roku 590 papežem. Uspořádal církevní i politické poměry v Římě, odvrátil několik vpádů a prozíravou politikou připravil obnovu západní říše i nezávislé postavení papežů vůči ní. Řehoř je autorem nové latinské liturgie, řady homilií a komentářů a zejména téměř tisíce dopisů, které ukazují šíři i rozsah jeho politické činnosti.
- Isidor ze Sevilly (asi 560–636), od roku 600 biskup, byl polyhistor a autor rozsáhlého encyklopedického díla, kde shromáždil souhrn dostupných vědomostí ze všech oblastí i věd. Jeho Etymologie se tak staly základní učebnicí středověku a zachovaly se v téměř tisíci opisech.